# Alien Resurrection
Alien Resurrection (рус. Чужой: Воскрешение) — видеоигра от компании Argonaut Software, созданная по мотивам одноимённого фильма. Игра была издана компанией Fox Interactive в 2000 году для консоли Playstation.

## Сюжет
Сюжет игры копирует сюжет фильма. Спустя двести лет после инцидента на «Фиорина-161», лейтенанта Элен Рипли воскрешают на военно-исследовательском корабле «Аурига» и извлекают из неё эмбрион королевы Чужих. С её помощью они выращивают Чужих, однако эксперимент выходит из-под контроля. Чужие заполоняют весь корабль. Четырём героям — Рипли, Колл, Ди Стефано и Кристи — нужно истребить Чужих и спастись с корабля.

## Отзывы
Несмотря на то, что игра была передовой в графическом плане для Playstation, получила смешанные отзывы.
| Сводный рейтинг       | Сводный рейтинг |
| Агрегатор             | Оценка          |
| --------------------- | --------------- |
| GameRankings          | 64,12 %         |
| Metacritic            | 61/100          |
| Иноязычные издания    |                 |
| Издание               | Оценка          |
| AllGame               | [ 3 ]           |
| Edge                  | 8/10            |
| EGM                   | 6,33/10         |
| Eurogamer             | 4/10            |
| Game Informer         | 6/10            |
| GameSpot              | 4,7/10          |
| IGN                   | 6,5/10          |
| OPM                   | [ 10 ]          |
| Maxim                 | [ 11 ]          |
| PSM                   | [ 12 ]          |
| Русскоязычные издания |                 |
| Издание               | Оценка          |
| «Страна игр»          | 6,5/10          |
| OPM Russia            | 6,8/10          |